# 京都府立府民ホール アルティ
京都府立府民ホール アルティ（きょうとふりつふみんホール アルティ）は、京都市上京区にあるホール。可変の舞台・残響装置が特徴で、音楽、演劇をはじめとする舞台芸術などに利用される。愛称のアルティ（ALTI）は、Art Live Theater Internationalに由来する。
1988年（昭和63年）10月、京都府知事公舎跡に開館した。指定管理者は京都文化財団・コングレ共同事業体の創。京都府公館を併設する。
豊嶋泰嗣・矢部達哉・川本嘉子・上村昇によるアルティ弦楽四重奏団は、本ホールのレジデントカルテットである。